# Robert Balfour, 5. Lord Balfour of Burleigh
Robert Balfour, 5. Lord Balfour of Burleigh († 1757) war ein schottischer Lord, Jakobit und Mörder.

## Leben
Robert Balfour, Master of Burleigh, war der Sohn von Robert Balfour, 4. Lord Balfour of Burleigh († 1713), und Lady Margaret Melville, Tochter des 1. Earl of Melville. Er verliebte sich als junger Mann, sehr zum Missfallen seiner Familie, in eine hübsche, aber nicht standesgemäße junge Frau, deren Name nicht überliefert ist, und wurde – in der Hoffnung, dass er seine Liebe darüber vergessen möge – auf eine Grand Tour ins Ausland geschickt. Vor der Abreise erklärte er seiner Geliebten, dass er nach seiner Rückkehr ihren Ehemann töten werde, falls sie während seiner Abwesenheit einen anderen heiraten sollte.
Trotz dieser Ankündigung heiratete die Frau Henry Stenhouse, Schulmeister in Inverkeithing, der von der Drohung wusste. Balfours erste Frage nach seiner Rückkehr war nach seiner Geliebten und als er erfuhr, dass diese verheiratet sei, ritt er mit zwei Begleitern zu Stenhouse und schoss ihn nieder (9. April 1707). Stenhouse erlag zwölf Tage später seiner Verletzung (21. April).
Balfour wurde verhaftet, des Mordes angeklagt, schuldig gesprochen und zum Tod durch Enthaupten verurteilt (High Court of Justiciary, Edinburgh, August 1709), konnte aber mit Hilfe seiner Schwester, mit der er die Kleider getauscht hatte, aus dem Gefängnis („the heart of Midlothian“) entkommen.
Er versteckte sich danach noch einige Zeit in der Umgebung von Burleigh Castle, wo noch lange eine Traueresche mit hohlem Stamm als sein Versteck gezeigt wurde. Bei einem Treffen der Jakobiten in Lochmaben, 29. Mai 1714, erschien Balfour – seit dem Tode seines Vaters im vergangenen Jahr Lord Balfour of Burleigh – wieder in der Öffentlichkeit und prophezeite jedem ewige Verdammnis, der nicht auf das Wohl des Prätendenten (James Francis Edward Stuart, Sohn James’ II.) trinken wollte. Wegen seiner Beteiligung an der Rebellion von 1715 wurde er am 13. November 1715 durch Parlamentsbeschluss geächtet (Act of Attainder), seiner Titel und Würden für verlustig erklärt und seine Güter wurden zugunsten der Krone eingezogen.
Balfour starb 1757 ohne Nachkommen. Seine Ansprüche gingen auf seine Schwestern, Mary und Margaret, über. 1868 gelang es deren Nachkommen, Alexander Bruce, die Aufhebung des Parlamentsbeschlusses und Wiederherstellung des Titels zu erreichen.